# Arcidiocesi di Évora

L'arcidiocesi di Évora, indicata nella mappa in rosso scuro, con le sue due suffraganee, nella parte meridionale del Portogallo.

L'arcidiocesi di Évora (in latino Archidioecesis Eborensis) è una sede metropolitana della Chiesa cattolica in Portogallo. Nel 2021 contava 269.000 battezzati su 313.570 abitanti. È retta dall'arcivescovo Francisco José Villas-Boas Senra de Faria Coelho.

## Territorio
L'arcidiocesi comprende il distretto di Évora, parte del distretto di Setúbal e la parte meridionale del distretto di Santarém.
Sede arcivescovile è la città di Évora, dove si trova la cattedrale dell'Assunzione di Maria Vergine.
Il territorio si estende su 13.547 km² ed è suddiviso in 156 parrocchie, raggruppate in 9 vicariati: Alcácer do Sal, Arraiolos, Coruche, Elvas, Estremoz, Évora, Montemor-o-Novo, Reguengos de Monsaraz e Vila Viçosa.
La provincia ecclesiastica di Évora, istituita nel 1540, comprende due sole suffraganee, nella parte meridionale del Portogallo: le diocesi di Beja e di Faro.

## Storia
La diocesi di Ebora fu eretta in epoca antica, durante l'epoca romana. Il primo riscontro storico risale all'inizio del IV secolo, quando il vescovo Quinciano partecipò al concilio di Elvira. Sono noti i nomi di altri dieci vescovi, che parteciparono ai concili dell'epoca visigotica dal VI all'VIII. Evora era compresa nell'antica provincia romana della Lusitania e dipendeva, anche dal punto di vista religioso,  dalla provincia ecclesiastica dell'arcidiocesi di Augusta Emerita.
Durante il periodo della conquista araba non risultano vescovi ed è probabile che la sede fosse soppressa. In seguito alla riconquista cristiana, la diocesi fu ristabilita come suffraganea dell'arcidiocesi di Braga e la moschea della città fu convertita in cattedrale. Il primo vescovo noto di questo secondo periodo della storia della diocesi è Soeiro I, menzionato a partire dal 1166.
Il 2 luglio 1199, con la bolla In causa duorum, papa Innocenzo III sottomise la diocesi di Évora al metropolita di Santiago di Compostela. Nel 1394, con la bolla In eminentissimae dignitatis di papa Bonifacio IX, entrò a far parte della provincia ecclesiastica dell'arcidiocesi di Lisbona (oggi patriarcato).
Nel maggio 1186 fu iniziata con il vescovo Paio la costruzione di una nuova cattedrale, che subì un completo rifacimento nella seconda metà del XIII secolo con il vescovo Durando Pais; questa nuova cattedrale fu consacrata nel 1308. Al vescovo Paio si deve anche l'istituzione del capitolo dei canonici, il cui atto di fondazione, conservato negli archivi della cattedrale, è datato 24 aprile 1200.
Il 24 settembre 1540 la diocesi fu elevata al rango di arcidiocesi metropolitana con la bolla Gratiae divinae praemium di papa Paolo III. Originariamente aveva come suffraganee le diocesi di Silves, di Tangeri e di Ceuta.
Il 21 agosto 1549, il 9 giugno 1570 e il 10 luglio 1770 cedette porzioni del suo territorio a vantaggio dell'erezione rispettivamente delle diocesi di Portalegre (oggi diocesi di Portalegre-Castelo Branco), di Elvas e di Beja. Queste ultime due furono sempre sue suffraganee.
Il 30 settembre 1881 con la bolla Gravissimum Christi di papa Leone XIII la diocesi di Elvas fu soppressa e il suo territorio fu in parte aggregato all'arcidiocesi di Évora, che contava allora 156 parrocchie con 187.148 fedeli.
Il 16 luglio 1975 ha ceduto una piccola porzione del suo territorio a vantaggio dell'erezione della diocesi di Setúbal.

## Cronotassi dei vescovi
Si omettono i periodi di sede vacante non superiori ai 2 anni o non storicamente accertati.
- Quinciano † (menzionato al concilio di Elvira)
- Juliano † (menzionato nel 566)
- Zósimo I † (menzionato nel 597)
- Sicisclo o Secisclo † (prima del 633 - dopo il 646)
- Abiêncio † (menzionato nel 653)
- Zósimo II † (menzionato nel 656)
- Pedro † (menzionato nel 666)
- Tractemundo † (prima del 681 - dopo il 688)
- Arcônsio † (menzionato nel 693)
- Mentélio † (menzionato nel 711)
- Justino † (menzionato nel 715)
  - Sede soppressa
- Soeiro I † (prima del 1166 - 25 febbraio 1180 deceduto)
- Fernando I † (1179 - 1179)
- Paio † (luglio 1183 - 8 settembre 1204 deceduto)
- Soeiro II † (ottobre 1205 - 10 gennaio 1229 deceduto)
- Fernando II † (1230 - 1237 deceduto)
- Martinho Pires † (prima del 9 dicembre 1237 - 30 ottobre 1266 deceduto)
- Durando Pais † (26 luglio 1267 - 2 aprile 1283 deceduto)
- Domingos Anes Jardo † (24 marzo 1285 - 7 ottobre 1289 nominato vescovo di Lisbona)
- Pedro Colaço † (prima del 1292 - 9 agosto 1296 nominato vescovo di Coimbra)
- Fernando Martins † (5 aprile 1297 - 1313)
- Geraldo Domingues † (30 aprile 1313 - 5 marzo 1321 deceduto)
  - Gonçalo Pereira † (1321 - 21 agosto 1322 nominato vescovo di Lisbona) (vescovo eletto)
- Pedro † (21 agosto 1322 - 1340 deceduto)
- Martinho Afonso † (10 gennaio 1341 - 1347 deceduto)
- Afonso Dinis † (15 ottobre 1347 - 1352 deceduto)
- João Afonso † (3 ottobre 1352 - 1355 deceduto)
- João Gomes de Chaves † (28 novembre 1356 - 1368 deceduto)
- Martinho Gil de Basto † (7 agosto 1368 - 1382)
- João Eanes † (1382 - 1404)
- Martinho † (6 febbraio 1404 - 1406 nominato vescovo di Silves)
- Diogo Álvares de Brito † (3 marzo 1406 - 25 febbraio 1415 nominato arcivescovo di Lisbona)
- Álvaro Afonso † (25 febbraio 1415 - 1418 ? deceduto)
- Pedro de Noronha † (11 gennaio 1419 - 10 marzo 1423 nominato arcivescovo di Lisbona)
- Vasco † (10 marzo 1423 - 1426 deceduto)
- Álvaro de Abreu Falcão † (11 febbraio 1429 - 1440 deceduto)
- Vasco Perdigão † (23 febbraio 1442 - 27 febbraio 1463 deceduto)
- Jorge da Costa, O.Cist. † (6 marzo 1463 - 26 novembre 1464 nominato arcivescovo di Lisbona)
- Luís Pires † (26 novembre 1464 - 8 febbraio 1468 nominato arcivescovo di Braga)
- Álvaro Afonso † (8 febbraio 1468 - ? dimesso o deceduto)
- João Galvão † (9 febbraio 1469 - ?)
- Garcia de Menezes † (1471 - 1484 deceduto)
- Afonso de Portugal I † (18 gennaio 1486 - 24 aprile 1522 deceduto)
- Afonso de Portugal II † (20 febbraio 1523 - 16 aprile 1540 deceduto)
- Enrico di Portogallo † (24 settembre 1540 - 21 giugno 1564 nominato arcivescovo di Lisbona)
- João de Melo † (21 giugno 1564 - 6 agosto 1574 deceduto)
- Enrico di Portogallo † (15 dicembre 1574 - 7 dicembre 1578 dimesso) (per la seconda volta)
- Teotónio de Bragança, S.I. † (7 dicembre 1578 succeduto - 24 luglio 1602 deceduto)
- Alexandre de Bragança † (27 novembre 1602 - 11 settembre 1608 deceduto)
- Diogo de Sousa I † (1º marzo 1610 - 30 dicembre 1610 deceduto)
- José de Melo † (18 luglio 1611 - 2 febbraio 1633 deceduto)
  - Sede vacante (1633-1635)
- João Coutinho † (3 dicembre 1635 - 12 settembre 1643 deceduto)
  - Pedro de Lencastre † (1648 - 1654 nominato arcivescovo di Braga) (arcivescovo eletto)[3]
  - Sede vacante (1654-1671)
- Diogo de Sousa II † (19 gennaio 1671 - 23 gennaio 1678 deceduto)
- Domingos de Gusmão, O.P. † (6 giugno 1678 - 19 novembre 1689 deceduto)
- Luís da Silva Teles, O.SS.T. † (27 agosto 1691 - 13 gennaio 1703 deceduto)
- Simão da Gama † (1º ottobre 1703 - 5 agosto 1715 deceduto)
  - Sede vacante (1715-1740)
- Miguel de Távora, O.S.A. † (19 dicembre 1740 - 16 settembre 1759 deceduto)
- João Cosme da Cunha, C.R.S.A. † (24 marzo 1760 - 31 gennaio 1783 deceduto)
- Joaquim Xavier Botelho de Lima † (15 dicembre 1783 - 10 aprile 1800 deceduto)
  - Sede vacante (1800-1802)
- Manuel do Cenáculo Vilas Boas † (9 agosto 1802 - 26 gennaio 1814 deceduto)
  - Sede vacante (1814-1816)
- Joaquim a Santa Clara Lopes, O.S.B. † (22 luglio 1816 - 11 gennaio 1818 deceduto)
  - Sede vacante (1818-1820)
- Patrício da Silva, O.S.A. † (21 febbraio 1820 - 13 marzo 1826 nominato patriarca di Lisbona)
  - Sede vacante (1826-1832)
- Fortunato de São Boaventura, O.Cist. † (24 febbraio 1832 - 6 dicembre 1844 deceduto)
- Francisco da Mãe dos Homens Anes de Carvalho † (24 novembre 1845 - 3 dicembre 1859 deceduto)
- José António da Mata e Silva † (13 luglio 1860 - 5 settembre 1869 deceduto)
- José António Pereira Bilhano † (6 marzo 1871 - 18 settembre 1890 deceduto)
- Augusto Eduardo Nunes † (18 settembre 1890 succeduto - 11 luglio 1920 deceduto)
- Emanuele Mendes da Conceição Santos † (11 luglio 1920 succeduto - 30 marzo 1955 deceduto)
- Emanuele Trindade Salgueiro † (20 maggio 1955 - 20 settembre 1965 deceduto)
- David de Sousa, O.F.M. † (15 novembre 1965 - 17 ottobre 1981 dimesso)
- Maurílio Jorge Quintal de Gouveia † (17 ottobre 1981 - 8 gennaio 2008 ritirato)
- José Francisco Sanches Alves (8 gennaio 2008 - 26 giugno 2018 ritirato)
- Francisco José Villas-Boas Senra de Faria Coelho, dal 26 giugno 2018

## Statistiche
L'arcidiocesi nel 2021 su una popolazione di 313.570 persone contava 269.000 battezzati, corrispondenti all'85,8% del totale.
| anno | popolazione | popolazione | popolazione | presbiteri | presbiteri | presbiteri | presbiteri                | diaconi | religiosi | religiosi | parrocchie |
| anno | battezzati  | totale      | %           | numero     | secolari   | regolari   | battezzati per presbitero | diaconi | uomini    | donne     | parrocchie |
| ---- | ----------- | ----------- | ----------- | ---------- | ---------- | ---------- | ------------------------- | ------- | --------- | --------- | ---------- |
| 1970 | 349.071     | 364.282     | 95,8        | 161        | 134        | 27         | 2.168                     |         | 45        | 317       | 166        |
| 1980 | 305.000     | 323.000     | 94,4        | 139        | 108        | 31         | 2.194                     |         | 58        | 318       | 166        |
| 1990 | 278.000     | 294.000     | 94,6        | 114        | 94         | 20         | 2.438                     |         | 30        | 311       | 162        |
| 1999 | 246.325     | 290.400     | 84,8        | 111        | 82         | 29         | 2.219                     | 10      | 42        | 257       | 161        |
| 2000 | 246.325     | 290.400     | 84,8        | 116        | 84         | 32         | 2.123                     | 10      | 45        | 250       | 158        |
| 2001 | 246.325     | 290.400     | 84,8        | 119        | 87         | 32         | 2.069                     | 10      | 45        | 253       | 158        |
| 2002 | 246.325     | 290.400     | 84,8        | 109        | 79         | 30         | 2.259                     | 10      | 50        | 239       | 158        |
| 2003 | 246.325     | 290.400     | 84,8        | 114        | 84         | 30         | 2.160                     | 10      | 41        | 227       | 158        |
| 2004 | 246.325     | 290.400     | 84,8        | 107        | 77         | 30         | 2.302                     | 10      | 41        | 220       | 158        |
| 2006 | 245.900     | 290.000     | 84,8        | 103        | 77         | 26         | 2.387                     | 10      | 51        | 191       | 158        |
| 2013 | 275.800     | 321.000     | 85,9        | 89         | 71         | 18         | 3.098                     | 14      | 31        | 138       | 158        |
| 2016 | 272.200     | 317.000     | 85,9        | 84         | 67         | 17         | 3.240                     | 13      | 36        | 140       | 156        |
| 2019 | 269.500     | 314.000     | 85,8        | 74         | 58         | 16         | 3.641                     | 31      | 34        | 126       | 156        |
| 2021 | 269.000     | 313.570     | 85,8        | 81         | 58         | 23         | 3.320                     | 31      | 41        | 129       | 156        |